# Mbeya
Mbeya – miasto w Tanzanii, znajdujące się w południowej części kraju. Mbeya liczy około 320 tys. mieszkańców.

## Historia
Po gorączce złota, w 1920 roku powstało miasto górnicze. TAZARA ściągała tu imigrantów, głównie rolników i małych przedsiębiorców. Aż do 1961 roku, Mbeya była we władaniu Brytyjczyków. Później nadano miejscowości status miasta, a Mbeya weszła w skład Republiki Tanzanii.

## Gospodarka i infrastruktura
Mbeya ma wystarczającą ilość opadów w ciągu roku. Jest to obszar występowania dość żyznej gleby. Mbeya posiada oddziały wielu tanzańskich i międzynarodowych przedsiębiorstw.

### Rolnictwo
Na terenie i w okolicach miasta uprawia się kukurydzę, ryż, banany, fasolę, ziemniaki, orzechy soi i pszenicę z zastosowaniem nowoczesnych metod, m.in. nawadniania.

### Inne uprawy
Wyróżnia się ponadto uprawy: kawy, herbaty, kakao, różnych przypraw oraz tytoniu.

### Górnictwo
W okolicach miasta wydobywa się złoto.

## Edukacja
Mbeya rozwija się w aspekcie edukacji. Powstają nowe szkoły średnie. W mieście działają trzy uczelnie wyższe: Teofilo Kisanji University, Mbeya University of Science and Technology, Mzumbe University.

## Klimat
| Dane klimatyczne dla Mbeya | Dane klimatyczne dla Mbeya | Dane klimatyczne dla Mbeya | Dane klimatyczne dla Mbeya | Dane klimatyczne dla Mbeya | Dane klimatyczne dla Mbeya | Dane klimatyczne dla Mbeya | Dane klimatyczne dla Mbeya | Dane klimatyczne dla Mbeya | Dane klimatyczne dla Mbeya | Dane klimatyczne dla Mbeya | Dane klimatyczne dla Mbeya | Dane klimatyczne dla Mbeya | Dane klimatyczne dla Mbeya |
| Miesiąc                    | Sty                        | Lut                        | Mar                        | Kwi                        | Maj                        | Cze                        | Lip                        | Sie                        | Wrz                        | Paź                        | Lis                        | Gru                        | Rok                        |
| -------------------------- | -------------------------- | -------------------------- | -------------------------- | -------------------------- | -------------------------- | -------------------------- | -------------------------- | -------------------------- | -------------------------- | -------------------------- | -------------------------- | -------------------------- | -------------------------- |
| Średnia najwyższa °C (°F)  | 23 (73)                    | 23 (73)                    | 23 (73)                    | 23 (73)                    | 22 (72)                    | 21 (70)                    | 21 (70)                    | 22 (72)                    | 25 (77)                    | 27 (80)                    | 27 (80)                    | 25 (77)                    | 23,5 (74,2)                |
| Średnia najniższa °C (°F)  | 14 (57)                    | 14 (57)                    | 14 (57)                    | 13 (55)                    | 11 (52)                    | 9 (48)                     | 8 (46)                     | 9 (48)                     | 11 (52)                    | 13 (55)                    | 13 (56)                    | 14 (57)                    | 11,9 (53,3)                |
| Opady mm (cale)            | 191 (7.5)                  | 160 (6.3)                  | 160 (6.3)                  | 114 (4.5)                  | 18 (0,7)                   | 0 (0)                      | 0 (0)                      | 3 (0,1)                    | 3 (0,1)                    | 15 (0,6)                   | 56 (2,2)                   | 137 (5.4)                  | 857 (33,7)                 |

## Turystyka
Niedawno powstał międzynarodowy port lotniczy. Lotnisko zwiększa stopniowo liczbę połączeń. Uprawia się głównie turystykę górską i pieszą. Popularne są też spływy kajakowe.

## Transport
Przez miasto przebiega linia kolejowa Tazara, łącząca oceaniczny port Dar es Salaam z Zambijską siecią kolejową w Kapiri Mposhi. Funkcjonuje tu również port lotniczy Mbeya.